# Erétria

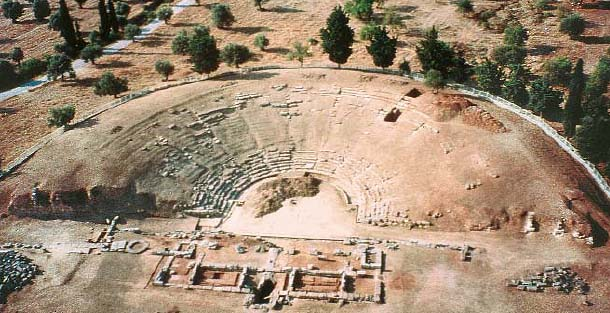
Antigo teatro em Erétria.

Erétria (em grego:  Ερέτρια) foi uma cidade da Grécia Antiga, situada na costa ocidental da ilha de Eubeia. A Erétria moderna foi edificada no mesmo local.

## Do Período Arcaico ao Império Romano
Com base nos mais antigos achados arqueológicos, concluiu-se que a fundação da cidade ocorreu no século IX a.C.. Provavelmente foi fundada como o porto de Lefcandi, que está localizada 15 km a oeste. Seu nome vem do grego ἐρέτης, erétes, "remador" (verbo ἐρέσσειν/ἐρέττειν, eréssein/eréttein, "remar"), entendendo-se Erétria como "Cidade dos Remadores". Sua população e sua importância cresceram depois da destruição de Lefcandi por um incêndio, em 825 a.C.. 
A primeira referência a Erétria está na Ilíada 2.537) de Homero, que a inclui entre as cidades que enviaram barcos para a guerra de Troia. No século VIII a.C., Erétria e sua vizinha e rival, Cálcis, foram ambas poderosas e prósperas cidades comerciais. Os erétrios controlavam as ilhas de Andro, Tino e Céos, no mar Egeu, e também tinham terras na Beócia, na Grécia continental.
No fim do século VIII a.C., Erétria e Cálcis travaram uma prolongada guerra, conhecida, através de relato de Tucídides, como guerra lelantina. Pouco se sabe dos detalhes dessa guerra, porém é certo que Erétria foi derrotada, em cerca de 700 a.C., perdendo suas terras na Beócia e suas dependências egeias. A partir daí, nem Erétria nem Cálcis tiveram importância para os políticos gregos. Como resultado de sua derrota, Erétria recorreu à colonização. Manteve colônias ao norte do mar Egeu, na costa da Macedônia, e também na península Itálica e na Sicília.
Os erétrios eram jônios. Aliada da cidade de Mileto, foi a única cidade da Antiga Grécia, além de Atenas, a vir em socorro dos jónicos da Ásia Menor, aquando da sua revolta contra o rei da Pérsia, Dario I, em 499 a.C.. Como represália, em 490 a.C. foi saqueada e incendiada pelos generais persas Dátis e Artafernes, pouco antes da batalha de Maratona.
Reconstruída ainda no século V a.C., Erétria, assim como toda a Eubeia, ingressou na confederação de Delos, que posteriormente constituiria o império ateniense. Durante a Guerra do Peloponeso (431-404 a.C.), aliou-se a Atenas contra seus rivais dórios de Esparta e Corinto. Mas logo a dominação ateniense revelou-se opressiva aos erétrios, assim como ao resto do império. Como outras cidades da Eubeia, Erétria rebelou-se contra Atenas em 446 a.C., sem êxito. Quando os espartanos derrotaram os atenienses na Batalha de Erétria, em 411 a.C., as cidades da Eubeia novamente se rebelaram, mas, em 404 a.C., Atenas recuperou-se e restabeleceu sua hegemonia sobre a Eubeia, que era essencial para o abastecimento de grãos para a população urbana. 
Em 349 a.C., os erétrios mais uma se revoltaram contra Atenas e reconquistaram sua autonomia. Em 343 a.C., as forças de Filipe II da Macedônia invadiram a cidade, mas os atenienses a recapturaram, sob o comando de Demóstenes, em 341 a.C.. A batalha de Queroneia, em 338 a.C., na qual Filipe derrotou a aliança dos exércitos gregos, marcou o fim das cidades gregas como estados independentes, e Erétria reduziu-se a uma cidade provinciana.
Em 198 a.C., Erétria foi saqueada pelos romanos. Em 87 a.C., foi finalmente destruída durante as guerras Mitridáticas e abandonada. Parece ter desaparecido por completo durante a época bizantina (330–1453).

## A nova Erétria
A história da nova Erétria está intimamente ligada à Guerra da Independência Grega (1821–1827). Na noite de 18 de junho de 1822, sob a liderança de Konstantínos Kanáris (1790-1877), marinheiros da ilha de Psara, perto de Quios, incendeiam o navio do almirante otomano Kara Ali. Os otomanos vingam esse ato com a destruição de Psara, em 1824. A tragédia da destruição da cidade é descrita em um poema de 
Dionýsios Solomós (1798–1857), autor do hino nacional grego, e foi representada pelo pintor Nikolaos Gysis (1842–1901).
Terminada a guerra é firmado o protocolo de Londres (1830), pelo qual os otomanos cedem Eubeia à Grécia, em 1833. A partir de 1834, o estado grego decide estabelecer os refugiados psariotas em Erétria, que desde então passou a chamar-se Néa Psara, denominação que se manteve até 1960. Todavia, o paludismo e certamente também a proximidade de Cálcis, importante centro urbano distante de apenas 18 km, explicam o fraco desenvolvimento da localidade, ao longo do século XIX. 
No século XX, Nova Psara estará novamente ligada a episódios: a Guerra Greco-Turca (1919-1922) de 1921–1922. O exército grego sofre uma grave derrota diante das tropas de Kemal Atatürk, e Esmirna (atual Izmir) é incendiada. O desastre militar na Ásia Menor resulta na troca de minorias dos dois países e um milhão e meio de refugiados entram na Grécia, em consequência do Tratado de Lausana (julho de 1923). No final da Guerra da Independência, os refugiados são acolhidos em Erétria. 
A partir de 1960, principalmente graças à introdução do serviço de ferry-boats que ligam para Erétria a Oropo, na Ática, e à extinção da malária, após a drenagem dos pântanos, em 1940, a cidade se tornou um lugar de veraneio muito popular entre os atenienses. No censo de 2001, o distrito de Erétria tinha 5.969 habitantes , incluindo a cidade de Erétria, a ilha de Agia Triada, a aldeia de Gerontas (27 habitantes) e os assentamentos costeiros de Magula (1 331 habitantes) e Malaconda (1 455 habitantes).
Escavações arqueológicas são realizadas no extremo norte da cidade moderna desde a década de 1890 e desde 1964 são conduzidas pelo Serviço Arqueológico grego e pela Escola Suíça de Arqueologia na Grécia .